# På nattkröken
På nattkröken (engelska: Scram!) är en amerikansk komedifilm med Helan och Halvan från 1932 regisserad av Ray McCarey.

## Handling
Helan och Halvan är luffare och har blivit beordrade att försvinna ut ur staden av domaren Beaumont. Efteråt träffar de en berusad som erbjuder skjuts till sitt hus där de kan få sova över. Men de kommer till fel hus, och Helan och Halvan inser snart vem kvinnan som de av misstag fått berusad är gift med.

## Om filmen
När filmen hade Sverigepremiär gick den under titeln På nattkröken. En alternativ titel till filmen är Helan och Halvans pippiga bravader.
Filmen blev förbjuden i Nederländerna då man ansåg att scenen när Helan och Halvan ligger i en säng med en kvinna var oanständig.
Delar av filmen är baserade på duons tidigare filmer Lev livet leende från 1928 och Polisen ordnar allt från 1930.
Utsidan av makarna Beaumonts hus är samma som används i duons långfilm Här vilar inga lessamheter som kom ut samma år som denna film.
Filmen finns utgiven på DVD och Blu-ray.

## Rollista (i urval)
- Stan Laurel – Stan (Halvan)
- Oliver Hardy – Ollie (Helan)
- Richard Cramer – domare Beaumont
- Vivien Oakland – mrs. Beaumont
- Arthur Housman – berusad man
- Wilson Benge – betjänten Hawkins
- Sam Lufkin – polis i rättssal
- Baldwin Cooke – reporter i rättssal[1]